# Radzieccy jeńcy wojenni w Auschwitz-Birkenau

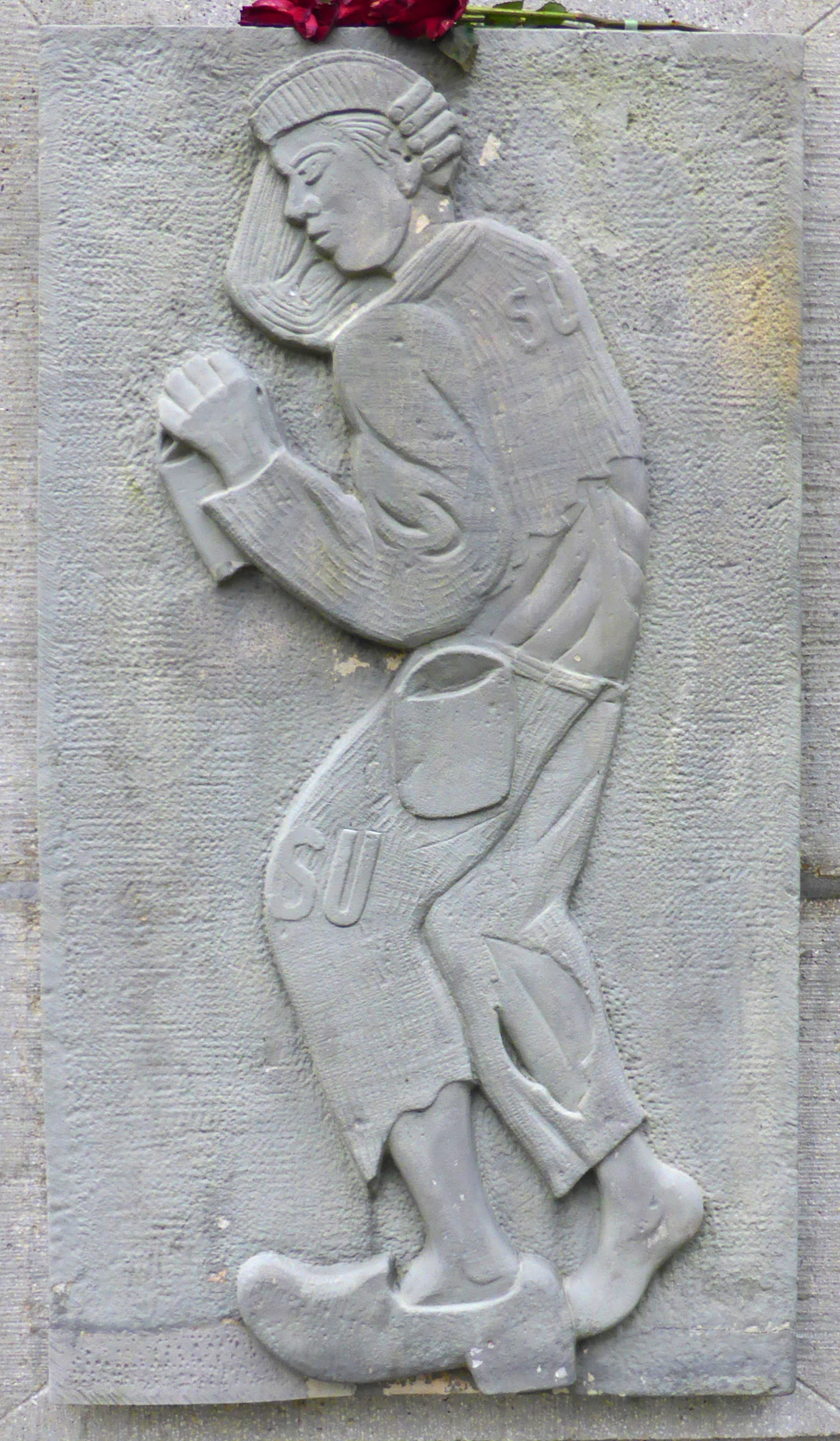
Element pomnika w Wolfsburgu z wizerunkiem radzieckiego jeńca wojennego z literami „SU” – tak oznaczano jeńców w obozie koncentracyjnym Auschwitz-Birkenau

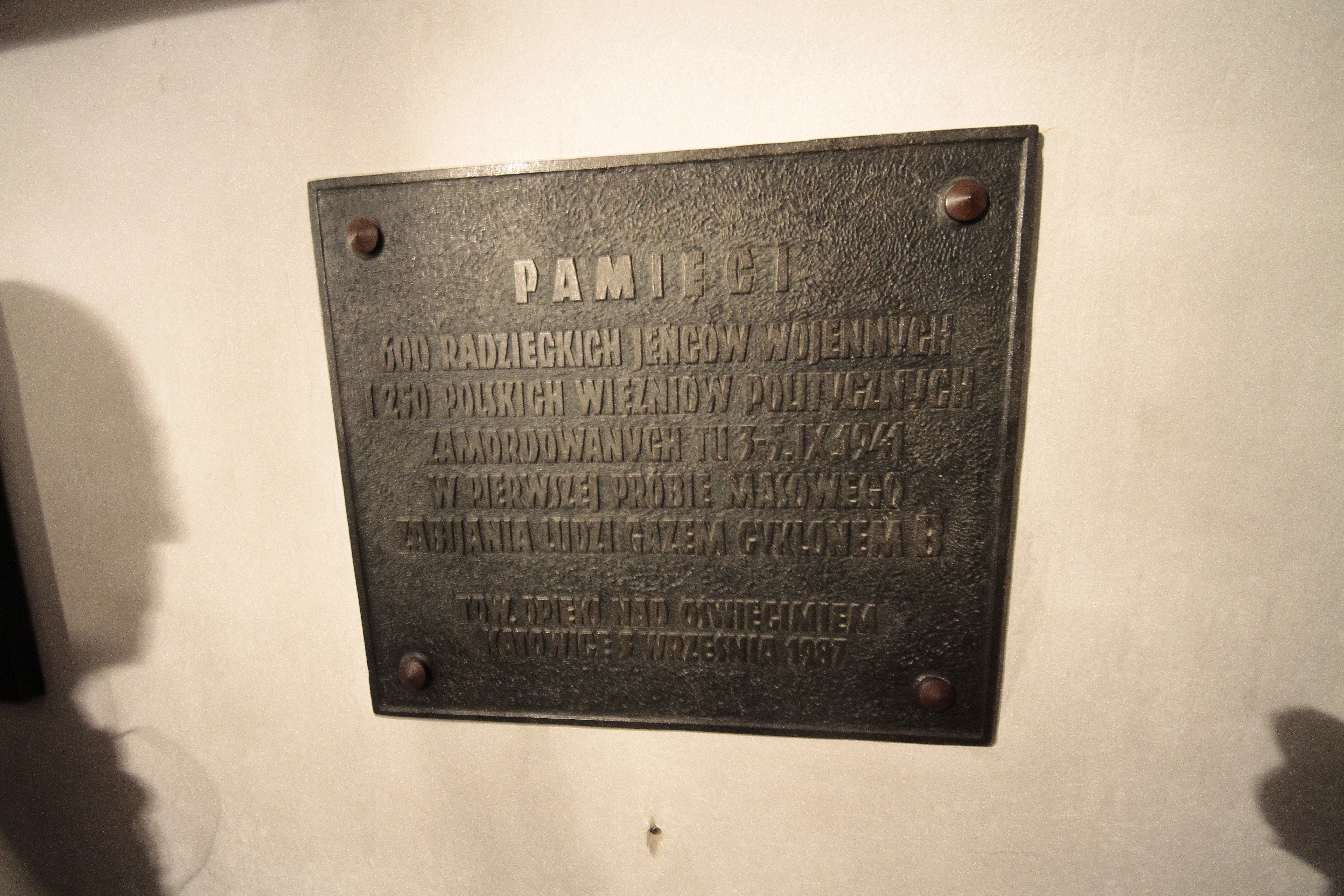
Tablica pamiątkowa w obozie upamiętniająca radzieckich jeńców wojennych i Polaków otrutych Cyklonem B we wrześniu 1941

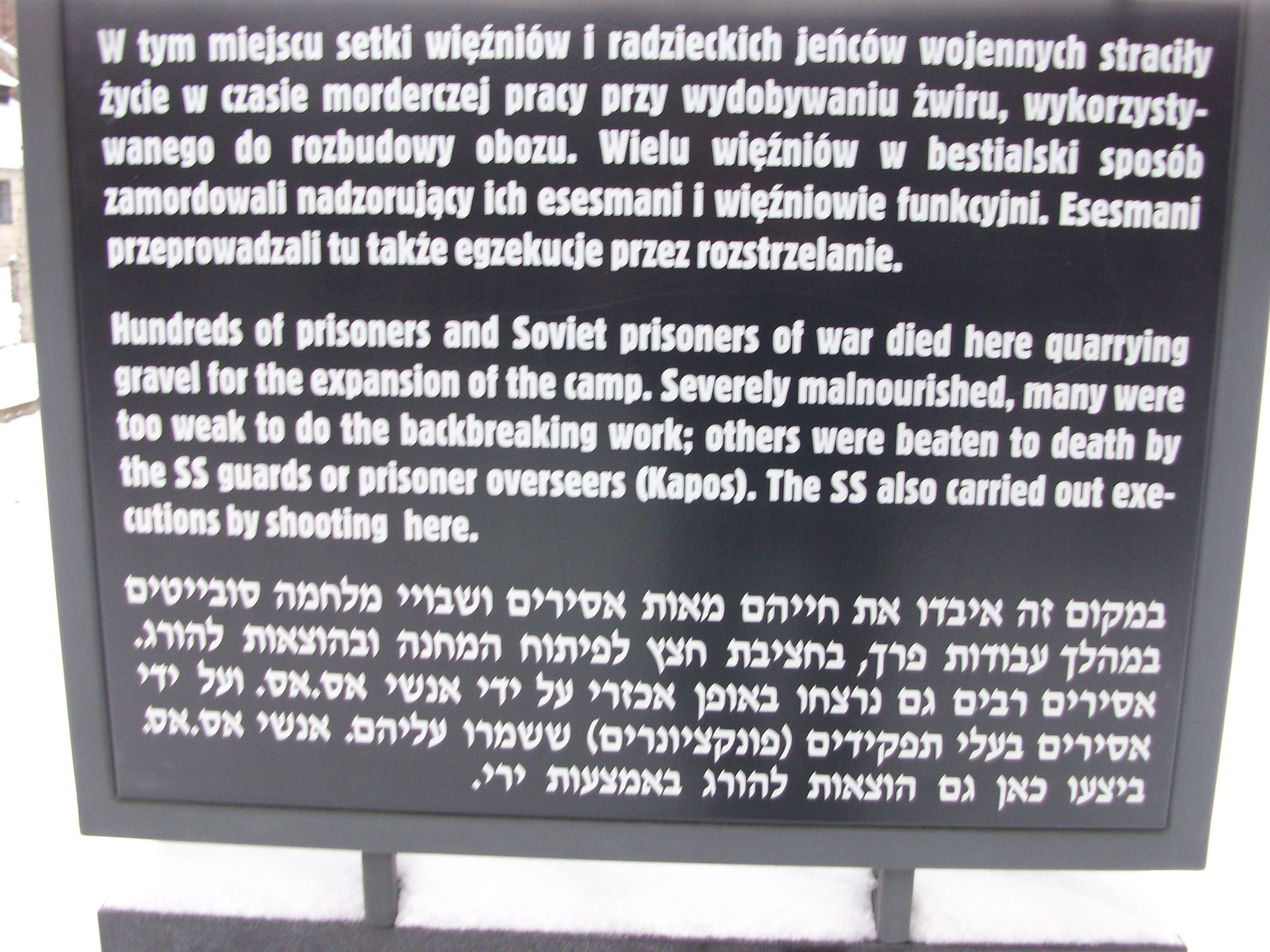
Tablica informacyjna o więźniach i radzieckich jeńcach wojennych, którzy stracili życie przy wydobywaniu żwiru, wykorzystywanego do rozbudowy obozu

Struktura narodowościowa ofiar śmiertelnych obozu Auschwitz-Birkenau

Punktem zwrotnym w czasie II wojny światowej w Europie był atak Niemiec na ZSRR rozpoczęty 22 czerwca 1941. Wytyczne odnośnie do traktowania sowieckich jeńców wojennych znajdujących się w niewoli niemieckiej określone zostały przez Kanclerza Rzeszy Adolfa Hitlera już w marcu 1941. Zakładały one likwidację komisarzy politycznych Armii Czerwonej i komunistów, którzy nie mieli być traktowani jak jeńcy wojenni, lecz wbrew konwencji genewskiej bezzwłocznie zabijani – wytyczne Hitlera w formie rozkazu weszły w życie 6 czerwca 1941 pod nazwą Kommissarbefehl (pol. „Rozkaz o komisarzach”). Wcześniej, bo 13 maja 1941 w życie wszedł rozkaz o „Jurysdykcji Barbarossa”, który precyzował, że sowieccy jeńcy wojenni mają być likwidowani bez sądu, a żołnierze niemieccy, którzy dopuścili się zbrodni przeciwko ludności radzieckiej i jeńcom wojennym mają być zwolnieni od odpowiedzialności karnej, nawet jeżeli popełnione przez nich czyny podlegają karze wedle przepisów niemieckich.
Wyszukaniem i rozstrzelaniem tych, którzy rozproszyli się wśród czerwonoarmistów, miały zająć się policyjne grupy operacyjne o nazwie Einsatzgruppen. Utworzono je podczas II wojny światowej jeszcze przed atakiem na ZSRR w celu „oczyszczania” obszarów przyfrontowych z „niebezpiecznych elementów”, takich jak komuniści (członkowie Komunistycznej Partii Związku Radzieckiego), partyzanci, Żydzi i Romowie. Z czasem rozszerzono grupę poszukiwanych na obozy jenieckie położone w głębi nazistowskich Niemiec. Egzekucje miały odbywać się w najbliżej położonych obozach koncentracyjnych.

## Radzieccy jeńcy wojenni w Auschwitz-Birkenau
Pierwsze dni pobytu w Oświęcimiu dosłownie oszołomiły wszystkich. Z ludzi zrobiono zwierzęta. Czy na apel, czy na otrzymanie skąpej obozowej porcji jedzenia, na przeglądy, czy też w innym celu absolutnie z niezrozumiałego powodu spędzano nas tłumnie… Na apelu musieli być wszyscy. Z bloków wynoszono chorych, którzy nie byli w stanie poruszać się samodzielnie i nawet zmarłych. Apele trwały około dwóch godzin. I w ten sposób około dwóch godzin rano i wieczorem stały kolumny słaniających się zupełnie nagich jeńców wojennych, a naprzeciwko tych rzędów na żwirowych i betonowych chodnikach rzędami leżeli nadzy martwi i chorzy, którzy nie byli w stanie się poruszać… Porcja żywnościowa – rano pół litra herbaty – ciepłej cieczy bez określonego koloru i zapachu; w ciągu dnia – 800 gramów coś w rodzaju zupy z buraków, śladami kaszy, ziemniaków, czasami mięsa. Wieczorem chleb w kształcie cegły ziemistego koloru na 6 osób, z odrobinką powidła, kawałeczka margaryny albo zawsze śmierdzącego sera rybnego.

Pierwszych sowieckich jeńców wojennych znajdujących się w niewoli niemieckiej zaczęto przywozić do Auschwitz I w lipcu 1941. Początkowo rozstrzeliwano ich najczęściej w żwirowniach znajdujących się w pobliżu obozu. Na początku września przywieziono do obozu grupę 600 radzieckich jeńców wojennych i przeprowadzono ich do podziemi bloku 11. Następnie dołączono do nich 250 więźniów Polaków wyselekcjonowanych ze szpitala obozowego, po czym esesmani z personelu obozowego w maskach przeciwgazowych wsypali do piwnicznych pomieszczeń Cyklon B, co spowodowało zgon zamkniętych tam jeńców i więźniów w przeciągu dwóch dni. Była to największa grupa zamordowana w trakcie sprawdzania skuteczności Cyklonu B, który miał być potem wykorzystywany do masowej zagłady Żydów.
W połowie września dziewięć bloków znajdujących się za bramą główną (1, 2, 3, 12, 13, 14, 22, 23, 24) oddzielono od reszty obozu drutem kolczastym, pomiędzy blokami 14 i 24 zbudowano bramę, nad którą umieszczono napis „Russisches Kriegsgefangenen Arbeitslager”. W październiku 1941, przywieziono tam około 10 tysięcy radzieckich jeńców wojennych ze stalagów w Łambinowicach i Świętoszowa, których traktowano wyjątkowo brutalnie. Tuż po przywiezieniu do obozu – w pobliżu rampy wyładowczej, musieli rozebrać się i zanurzyć w kadzi z płynem dezynfekcyjnym, a następnie nago biec do obozu. Przeliczanie więźniów trwało bardzo długo, dopiero po zakończonej procedurze pozwolono im wejść do bloków. Ubrania wydano jeńcom dopiero po kilku dniach, nie od razu dostali także koce obozowe. Śmiertelność wśród jeńców była ogromna, czego powodem były przede wszystkim głód i choroby (najczęściej powodowane wyziębieniem organizmu) oraz fatalnymi warunkami sanitarnymi. Wyselekcjonowana spośród jeńców przez specjalną komisję Gestapo z Katowic grupa około 1000 jeńców (w tym 300 uznanych za „fanatycznych komunistów” i 700 za „politycznie niepożądanych”) zamordowana została w listopadzie i grudniu 1941. Część rozstrzelano, pozostałych zabito w komorze gazowej w Auschwitz I.
Równocześnie z przybyciem jeńców radzieckich, władze obozowe rozpoczęły budowę obozu w Brzezince. Jeńców kierowano do pracy przy burzeniu i rozbiórce domów po wysiedlonych mieszkańcach wsi, przy niwelacji i melioracji bagnistego terenu przeznaczonego pod przyszły obóz Auschwitz II – Birkenau, budowie dróg dojazdowych do obozu, budowie fundamentów pod przyszłe baraki.

Śmiertelność wśród jeńców radzieckich wzrosła jeszcze bardziej zimą 1941/1942. Do wspomnianych wcześniej przyczyn zgonów dochodziły jeszcze praca ponad siły przy niewystarczającym ubraniu i wyżywieniu, wśród nieustannych szykan, tortur ze strony esesmanów i kapo. Po pięciu miesiącach przy życiu pozostało kilkuset jeńców, których w marcu 1942 po zlikwidowaniu obozu pracy, przeniesiono do nowo wybudowanych baraków w Birkenau i umieszczono w obozie męskim na odcinku BIb. 

(…) niewielkie grupy (mniejsze niż dziesięcioosobowe każda) pracowały w Birkenau na składowiskach kartofli, przy czyszczeniu kanałów, kompostowaniu, rozładunku towarów, a także na magazynie produktów żywnościowych, na kuchni, na odcinku BIId, w szpitalu na odcinku BIIf. Znacznie więcej więźniów (grupy kilku, kilkunastoosobowe i więcej) pracowało na robotach budowlanych, na budowie obozu lub opodal niego; wyrównywało terytorium, budowało baraki na odcinku BIII, kładło drogi, wznosiło wieżę ciśnień, oczyszczalnię ścieków, kładło wewnętrzną linię kolejową, a także ryło kanały odwadniające i kładło drenaż. Największa grupa licząca nie mniej niż 158 osób pracowała przy rozbiórce zestrzelonych samolotów, bądź zdjętych ze stanu (…) Po przeanalizowaniu sum premii, jakie były wydane więźniom na wszystkie komanda, można powiedzieć, że nie różniły się one od tego co otrzymywali pozostali więźniowie. Może to wskazywać na to, że uwzględniając regularność wypłat, ich praca była oceniana na równo z pracą pozostałych więźniów (…) W tym czasie zmienił się stosunek esesmanów załogi obozu do jeńców. Stało się to w rezultacie zmiany ogólnego podejścia nazistowskich władz do żołnierzy Armii Czerwonej, którzy dostali się do niewoli.

Książka zgonów jeńców radzieckich zawiera wpisy o śmierci jeńców w odstępach 5–10 minutowych. Jako przyczynę zgonu wpisywano nazwy chorób w języku łacińskim lub niemieckim. Najczęstszymi przyczynami zgonu były: udar mięśnia sercowego, niewydolność krążenia, zapalenie jelit, wyczerpanie, zapalenie nerek, zapalenie płuc, zapaść, ropowica, wada serca, odoskrzelowe zapalenie płuc. Były to fikcyjne powody śmierci wybierane z wcześniej przygotowanej listy.
Jeńcy sowieccy często podejmowali ucieczki z obozu. Najbardziej masowy charakter miało wydarzenie z 6 listopada 1942 w obozie Birkenau, kiedy to kilkudziesięciu jeńców rzuciło się do ucieczki wykorzystując zapadający zmierzch. Na skutek pościgu wielu z nich zostało ujętych i doprowadzonych do obozu. Tylko nielicznym ucieczka powiodła się – innych, próbujących zbiec, po zatrzymaniu odprowadzano do obozu i rozstrzeliwano. Dodatkowo jeńcy tworzyli się w grupy ruchu oporu w Auschwitz-Birkenau.
W obozie rozstrzelano kilka grup radzieckich oficerów z tak zwanego Sonderkommando Zeppelin. Byli to jeńcy, których zwerbowano do współpracy z Niemcami i wykorzystywano do zadań dywersyjnych na zapleczu frontu wschodniego. Do Auschwitz-Birkenau przywożono chorych lub z różnych względów uznanych za nieprzydatnych z centrów szkoleniowych znajdujących się na Dolnym Śląsku. Po krótkim pobycie w obozie rozstrzeliwano ich na dziedzińcu bloku 11.
Mniejsze grupy jeńców sowieckich kierowane były do obozu w kolejnych latach, kiedy to sposób ich traktowania przez władze obozowe uległ tylko nieznacznej poprawie. Jednak fakt osadzania ich w obozie męskim oraz kierowanie do pracy poza obóz stwarzały szanse na uzyskanie dodatkowego pożywienia i zwiększały szanse na przetrwanie.
W czasie ostatniego apelu 17 stycznia 1945, tuż przed rozpoczęciem ewakuacji więźniów, w obozie Auschwitz-Birkenau było jedynie 92 jeńców sowieckich. Wcześniej grupy jeńców przeniesiono do obozów koncentracyjnych w Niemczech, gdzie nieliczni doczekali wyzwolenia.

## Oznakowanie jeńców w obozie

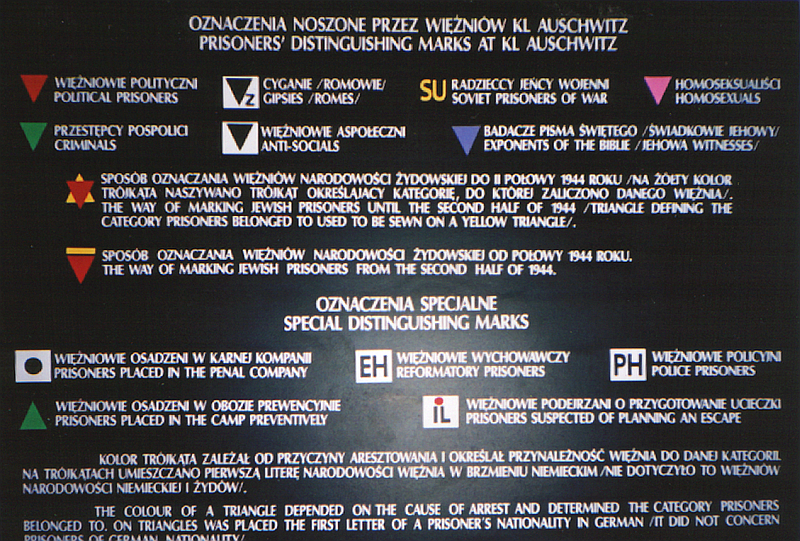
Oznaczenia noszone przez więźniów obozu Auschwitz-Birkenau

Podczas rejestracji jeńcy otrzymywali numery obozowe z serii wprowadzonej specjalnie dla tej grupy więźniów. Początkowo były one stemplowane na kawałkach materiału, które jeńcy musieli naszyć na bluzy mundurowe. Dodatkowo na mundurach malowano litery „SU”. Jednak często zdarzało się, że jeńcy zamieniali swoje zniszczone mundury na ubrania zmarłych kolegów, co powodowało ogromny chaos w ewidencji. Dlatego też wkrótce administracja obozowa postanowiła tatuować jeńcom numery więźniarskie. Początkowo tatuowano je im na lewej piersi, poprzez uderzenie stemplem zaopatrzonym w ostre igły, a następnie wtarcie w zranioną skórę tuszu. Później zamiast stempla używano igły umocowanej na obsadce.
Radzieccy jeńcy wojenni byli pierwszą grupą więźniarską w obozie Auschwitz I, której tatuowano numery ewidencyjne.

## Przekrój społeczny jeńców w obozie
Większość osadzonych w obozie jeńców była w wieku od 19 do 37 lat, pochodzili głównie z europejskiej części dzisiejszej Rosji, z terenów dzisiejszej Białorusi, Litwy i Ukrainy, będącymi do 17 września 1939 w części wschodnimi województwami Polski.
Ze względu na powszechną mobilizację pośród ludności radzieckiej, związaną z atakiem Rzeszy na Związek 22 czerwca 1941 (co odbijało się w składzie społecznym jeńców), najliczniejsi wśród nich byli rolnicy, robotnicy różnych zawodów, między innymi ślusarze, tokarze, murarze, mechanicy, pracownicy zawodów transportowych jak kierowcy, maszyniści kolejowi, traktorzyści. Zawody związane z rzemiosłem, piekarze, stolarze, kucharze, kowale, brukarze, garncarze, szewcy, także zmobilizowani ludzie z wyższym wykształceniem. Jeńcy w większości byli szeregowymi, choć także byli oficerowie w tym między innymi generał Dmitrij Karbyszew.

## Podsumowanie
Szacuje się, że do Auschwitz-Birkenau trafiło co najmniej 15 tysięcy sowieckich jeńców wojennych, z czego 12 tysięcy zostało objętych ewidencją obozową, natomiast około 3 tysięcy nie zarejestrowano w obozie. Tych ostatnich zabito wkrótce po przywiezieniu do obozu.
Na terenie obozu Birkenau znajduje się mogiła (cmentarzysko), gdzie składano ciała radzieckich jeńców wojennych, zmarłych w obozie. Obecnie miejsce to jest upamiętnione jako symboliczny cmentarz żołnierzy radzieckich – jeńców osadzonych w Auschwitz-Birkenau.

## Źródła
- Państwowe Muzeum Auschwitz-Birkenau w Oświęcimiu: Radzieccy jeńcy wojenni (pol. • ang.)
- Tragedia niewoli. Ku pamięci radzieckich jeńców wojennych – więźniów obozu koncentracyjnego Auschwitz (ros. • pol. • ang.)